# Фёдоровский (Владимирская область)
Фёдоровский — упразднённый посёлок в Гусь-Хрустальном районе Владимирской области России.

## География
Урочище находится в юго-западной части области, в зоне хвойно-широколиственных лесов, на правом берегу реки Поль, на расстоянии 17 километров (по прямой) к северо-западу от города Гусь-Хрустальный, административного центра района.

### Климат
Климат характеризуется как умеренно континентальный. Средняя температура воздуха самого холодного месяца (января) — −11 °C, средняя температура воздуха самого тёплого месяца (июля) — +18,4 °С. Годовое количество атмосферных осадков составляет 500 −550 мм. В годовой розе ветров преобладают южные и юго-западные ветры умеренной силы.

## История
На момент упразднения входил в состав Аббакумовского сельсовета Гусь-Хрустального района. Упразднён решением облисполкома № 773 от 26 июня 1974 года как фактически не существующий.